# Chaleponcus spathulatus
Chaleponcus spathulatus är en mångfotingart som beskrevs av Kraus 1966. Chaleponcus spathulatus ingår i släktet Chaleponcus och familjen Odontopygidae. Inga underarter finns listade i Catalogue of Life.